# كينيث جونز
كينيث جونز (بالإنجليزية: Ken Jones)‏ (و. 1938 – 1993 م) هو صحفي، وممثل، ومذيع أخبار، من الولايات المتحدة الأمريكية، ولد في لوس أنجلوس، توفي في لوس أنجلوس، عن عمر يناهز 55 عاماً.

## جوائز
حصل على جوائز منها:
- جائزة إيمي.

## وصلات خارجية
- كينيث جونز على موقع IMDb (الإنجليزية)